# Córito
Córito (em grego: Κόρυθος) é um nome que se refere a vários personagens da mitologia grega.
Um deles foi filho de Páris e Enone. Nascido após o reconhecimento de Paris como filho de Príamo e antes do rapto de Helena (mitologia), foi embora de Troia junto à sua mãe após a chegada da princesa de esparta. Já adulto, regressou à Troia para participar da guerra, contudo acabou se apaixonando por Helena que o recebeu muito bem. Percebendo as intenções do rapaz, Paris matou o próprio filho sem tê-lo reconhecido.